# NKネレトヴァ・メトコヴィチ
NKネレトヴァ・メトコヴィチ（NK Neretva Metković）は、クロアチアのドゥブロヴニク＝ネレトヴァ郡メトコヴィチをホームタウンとするサッカークラブである。
ドゥブロヴニク＝ネレトヴァ郡オプゼンのNKネレトヴァナツ・オプゼンとライバル関係にある。

## 歴史
1919年にナロナ (Narona) として創設された。第二次世界大戦後、クラブ名に外国の名前を付けることが禁止されたため、1945年11月9日にNKネレトヴァ (NK Neretva) に改称された。
クロアチア独立後はドルガHNLに所属、1994年にプルヴァHNLに昇格して1シーズン所属した。降格後はプルヴァB HNLに2シーズン所属後、ドルガHNL、トレチャHNLまで降格した。
2017年5月に破産した。

## 獲得タイトル
- ドルガHNL：1回
  - 1993-94

## 歴代所属選手
- ヴァイッド・ハリルホジッチ 1971-1972
- イゴル・シュティマツ[3]
- ダリヨ・スルナ 1997-1999
- ニキツァ・イェラヴィッチ 2001-2002